# Zeri
Zeri là một đô thị và thị xã của Ý. Đô thị này thuộc tỉnh Massa-Carrara trong vùng Toscana. Zeri có diện tích km2, dân số theo ước tính năm 2005 của Viện thống kê quốc gia Ý là 1296 người. 
Các đơn vị dân cư:
Đô thị Zeri giáp với các đô thị: